# ماهر فريد إرشيد
ماهر فريد محمود إرشيد (10 أغسطس 1942- 13 يوليو 2015)، سياسي فلسطيني من جنين، كان عضوًا في المجلس الاستشاري الزراعي في حكومة فلسطين وعضو في مجلس النواب الأردني التاسع والعاشر وعضو مجلس الأعيان الأردني منذ إعلان الضم عام 1948، وأول قائد لفريق مؤسسي الجامعة العربية الأمريكية وأول رئيس لمجلسي أمنائها وإدارتها.
ماهر هو شقيق الأميرة فريال إرشيد الزوجة الأولى للأمير محمد بن طلال شقيق ملك الأردن الراحل الحسين بن طلال وخال الأميرين طلال وغازي.

## المناصب التي تولاها
1. ملحق إعلامي وسياحي بالسفارة الأردنية بيروت 1965-1971.
2. سكرتير اللجنة العليا لشؤون الأرض المحتلة 1971-1972.
3. عضو اللجنة التنفيذية العليا للاتحاد الوطني 1973
4. عضو مجلس النواب 1973-1987
5. رئيس مجلس إدارة شركة السخانات الشمسية المساهمة المحدودة 1974-1976.
6. رئيس مجلس إدارة شركة اتلانتيك المساهمة المحدودة 1975-1979.
7. نائب رئيس مجلس إدارة الشركة العربية الأوروبية للصرافة 1979
8. نائب رئيس مجلس إدارة شركة أسبان كورت للألمنيوم للمنطقة الحرة في سوريا 1979-1985
9. رئيس مجلس إدارة المجموعة العربية الانمائية 1980
10. مؤسس الجامعة العربية الأمريكية في جنيف 1995.
11. رئيس مجلس إدارة الجامعة العربية الأمريكية - جنين 1995-2000
12. رئيس مجلس امناء الجامعة الأمريكية جنين 1999
13. عضو مجلس الأعيان الأردني التاسع عشر 2001.

## حياته الخاصة
تزوج من ريما جودت حيدر وله من الأبناء: فريد، فريدة، غيا، ياسمينة. والده هو فريد إرشيد وهو سياسيٌ معروفٌ وأحد كبار ملّاك الأراضِي، وكان عضوًا في البرلمان الأردني ووزيرٍ وعضوٍ في مجلسِ الأعيانِ في الأردن منذ اعلان الضم 1948. أما والدته (فريدة فاهوم إرشيد) فشغلت منصب رئيسةَ مجلسِ إدارةِ جمعيّةِ الهلالِ الأحمرِ في الضفّةِ الغربيةِ.
إخوته الأشقاء هم: مهند وعماد وبسمة، والأميرة فريال (الزوجة السابقة للأمير محمد بن طلال) والأميرة عبير (زوجة الأمير عزيز سعيد طوسون).

## وفاته
توفي في 13 يوليو 2015 عن عمر يناهز 73 عامًا، وشيع جثمانه من مسجد سيدو الكردي في أم اذينه إلى مقابر آل ارشيد في مرصع طريق جرش.